# Colombias håndboldlandshold (damer)
Colombias håndboldlandshold er det colombianske landshold i håndbold for kvinder.

## Resultater

### Panamerikamesterskabet i håndbold
| År   | Runde    |
| ---- | -------- |
| 1999 | 6. plads |
| 2000 | 6. plads |
| 2017 | 9. plads |

## Eksterne links
- Official website
- IHF profile